# 미 코라손 인시스테 엔 롤라 볼칸
《미 코라손 인시스테 엔 롤라 볼칸》(스페인어: Mi corazón insiste en Lola Volcán)는 2011년 방영된 미국의 텔레노벨라이다.